# 佐竹師義
佐竹 師義（さたけ もろよし）は、南北朝時代の武将。山入佐竹氏、国安氏の祖。

## 生涯
常陸守護佐竹貞義の七男。母は側室。足利尊氏が建武政権と戦うために上洛した際に異母兄の義篤とともに足利直義傘下に加わり、後に義篤が尊氏の命を受けて東国の新田側勢力と戦うために帰国すると、師義はそのまま残留して尊氏・直義とともに九州に向かった後、多々良浜の戦い・湊川の戦いで活躍する。以後、師義が尊氏に近侍して、義篤が領国経営にあたる体制が構築される。貞和元年 / 興国6年（1345年）の天龍寺落慶供養の際に後陣の随兵を務め、4年後に直義と高師直が対立した際には師直を支持した。また、連歌にも優れ『菟玖波集』にも所収されている。後に尊氏から常陸国久慈郡山入（現在の茨城県常陸太田市国安町）を所領として与えられ、山入氏の祖となった。
『佐竹系図』（戸村本）には観応2年 / 正平6年（1351年）死去と伝えるが、『太平記』には翌年の碓氷峠での戦いをはじめとする観応の擾乱関連の戦いに参戦し、嘉慶年間成立の『源威集』では東寺合戦直前に尊氏と和歌について語る記事が載せられるなど、矛盾が多い。
これについて、近年加地宏江は師義の長男とされる言義について応永4年3月7日（1397年4月4日）没と記されながら、山入氏の家督継承や具体的事績が見出せないことなどを指摘し、言義を師義の改名後の名乗りとして両者を同一人物とする説を唱え（この説自体は水戸藩の『常陸三家譜』でも指摘されている）、合わせて従来結城直光が著者とされてきた『源威集』の著者を師義とする説を唱えている。
師義の子は他に与義と自義（小田野氏の祖）がおり、師義の後は与義が継いだ。